# ادیت روجر
ادیت روجر (انگلیسی: Edith Roger؛ زادهٔ ۲۹ مهٔ ۱۹۲۲) رقصنده، و طراح رقص اهل نروژ است.

## مرگ
روجر در می ۲۰۲۲ صد ساله شد و در ۲۴ فوریه ۲۰۲۳ درگذشت.